# Travaux - Lavori in casa
Travaux - Lavori in casa (Travaux, on sait quand ça commence...) è un film del 2005, diretto da Brigitte Roüan.

## Trama
Chantal Letellier è un avvocato specializzato nella difesa di stranieri senza permesso di soggiorno. Per sbarazzarsi di un ammiratore troppo premuroso, decide di fare dei lavori all'interno della propria abitazione, aiutata da un architetto colombiano che aveva precedentemente difeso. Tuttavia, sorgeranno vari problemi: oltre al fatto che gli operai che lavoreranno nella sua casa saranno tutti clandestini, degli errori nei lavori arrecheranno numerosi danni all'abitazione di Chantal (un incendio, il crollo del soffitto, ecc.).

## Distribuzione
Il film è stato distribuito in Francia a partire dal 1º giugno 2005, mentre in Italia dal 27 gennaio 2006.